# Hyamia nonagrioides
Hyamia nonagrioides là một loài bướm đêm trong họ Noctuidae.